# チェチェン・ロシア紛争
チェチェン-ロシア紛争 (ロシア語: Чеченский конфликт, ; チェチェン語: Нохчийн-Оьрсийн дов）とはロシア（旧ソヴィエト）政府と様々なチェチェン勢力との間の何世紀にもわたる紛争である。紛争の最近のものは、1991年のソビエト連邦の崩壊後に始まり、2017年まで続いた。
チェチェンでの正式な紛争行為は1785年までさかのぼるが、紛争の起源はかなり以前までさかのぼることができる ロシア帝国は当初、北コーカサスには同盟国であるカルトリ・カヘティ王国（ジョージア東部）とその敵であるペルシャ帝国とオスマン帝国への連絡ルートとしてしか関心がなかったが、この地域では、1785年にロシアの存在に対してチェチェン人が蜂起し、その後さらに衝突し、1817年にコーカサス戦争が勃発した。ロシアは1864年に正式にイマームに勝利したが、1877年にチェチェン軍を打ち負かすことに成功した。
ロシア内戦中、チェチェン人と他のコーカサスの国々は、1921年にソビエト化される前に、数年間独立を維持した。 第二次世界大戦中の1944年、進出して来たドイツ軍への協力という疑わしい主張を理由に、チェチェン民族は中央アジアに強制移住させられた。
チェチェンとロシア政府との間で起きた紛争のなかで最も最近のものは1990年代に起きた。
ソビエト連邦が崩壊したとき、1991年にチェチェンの分離主義者は独立を宣言した。 1994年後半に第一次チェチェン戦争が勃発し、2年間の戦闘の後、1996年12月にロシア軍はこの地域から撤退した。 1999年に再び戦闘が再開され、さらに大規模な武力紛争が発生し、双方に多数の死傷者が出た。グロズヌイの戦いによってチェチェンの首都グロズヌイ（ジョハル）が大規模に破壊された。ロシア軍は2000年2月初旬にグロズヌイの支配権を確立し、公式には戦争が終結したとされたが、反乱とテロが数年間続いた  。紛争の終結は2017年に宣言された  。

## 起源
チェチェンを含む山岳地帯である北コーカサスは、ロシアと中東の間の重要な交易ルートにまたがっているが、何千年にもわたって近隣のさまざまな勢力によって支配権を争われてきた。
ロシアのこの地域への参入は、1556年にイワン雷帝がジョチ・ウルスのカザンとアストラハンの汗国を征服したことがきっかけであり、以後ペルシャ、オスマン帝国、クリミア・ハン国を含む他の大国との間で北コーカサスの支配のための長い闘争を開始した。
16世紀、ロシアツァーリ国は、カバルダのテムリュクやチェチェンのシークオコツキーなどの地元の王子と同盟を結び、北コーカサスで影響力を獲得しようとした。
テムリュクは北西コーカサスを支配し、ロシアの助けを借りてクリミア・ハン国の侵略を食い止めることができた。北東コーカサスは、シャムカルの王子、アヴァールカーン、およびオコツク（チェチェンの封建的勢力）の強力な領主であるシーク王子によって主に支配されていた。これらの王子たちは武器を購入し、彼らの支配と影響力を強化するためにテレク川の近くにロシアのコサックを定住させた。シークのオコツキー王子は、彼の軍隊に約500のコサックと1,000のオコチェニ（アウクのチェチェン人）を組み合わせ、ダゲスタンでしばしば反イラン・反オスマンの軍事行動を行った。
シーク王子の政治は、ロシアの皇帝に北東コーカサスでより大きな影響力を与え、いくつかのロシアの砦がテレク川（その中にはテルキの本拠地）とコサックの村に沿って設置された。
これより以前は、コサックはチェチェンとダゲスタンにほとんど存在していなかった。
これらの村と砦は、チェチェンが所有する牧草地に砦が建てられたため、チェチェン人に対してシーク王子への不信感を与えた。
チェチェンのムッラー・マイダに忠実だったミチキジ（低地チェチェン人）とオコキ（アウクのチェチェン族）の一部は、テレク・スラク・インターフリューブの南に住むチェチェン人と非常に長い間同盟を結んでいた、クムイクの元王子のスルタン・ムートの軍勢に加わった。
スルタン・ムートは最初、コーカサスでのロシアの政策に反対し、チェチェン人、クムク人、アヴァール人とともにロシアのコサックと戦い、ロシアの砦を焼き払った。ロシアの皇帝は、ダゲスタンに軍事遠征隊を派遣することでこれに対抗した。これらの遠征はどちらもロシアの敗北をもたらし、スルタン・マムの下のダゲスタン-チェチェン軍がロシア軍を敗北させたカラマンの戦いで最高潮に達した。ロシアによるこれらの失敗した遠征と戦いは、シークの弱体化と1596年にスルタン・ムートの兄弟の一人による彼の暗殺につながった 。
スルタン・ムートは17世紀初頭まで反ロシア政策を追求し続け、チェチェン人とともにロシアのコサックを襲撃することで知られていた。
しかし、スルタン・ムトが何度かロシアに加わろうとして市民権を求めたためこれは変化し始めた。この政策の転換は多くのチェチェン人を怒らせ、スルタン・ムートから遠ざけることになった。これは、エンディレイ（スルタン・マム家と彼のチェチェン・サラ・ウズデン同盟国によって支配されているチェチェン・クムク市）の人々とアウク・チェチェンの間とでアウクへの不信を引き起こした。
1774年、ロシアはオスマン帝国からオセチアの支配権を獲得し、それによって戦略的に重要なダリアル峠を獲得した。数年後の1783年、ロシアはカルトリ・カヘティ王国のエレクレ2世とゲオルギエフスク条約に署名し、東ジョージア王国（敵対的なイスラム国家に囲まれたキリスト教の飛び地）をロシアの保護領にした。条約の下での彼女の義務を果たすために、ロシア皇后エカチェリーナ2世は、交易路を保護するための一連の軍事要塞とともに、ダリアル峠を通るグルジア軍道の建設を開始した。しかしこれらの活動は、砦を山岳民の伝統的な領土への侵入と潜在的な脅威の両方として見たチェチェン人と敵対することになった。

## チェチェンとロシア帝国との対立

### シェイフ・マンスールの蜂起と余波（1785年-1794年）
この頃、チェチェンのイマームであるシェイフ・マンスールは、北コーカサスのさまざまな山岳民族がさらなる外国の侵略から身を守るためにイスラムの下で団結するべきであると説いた。彼の活動はロシア人によってこの地域での彼ら自身の利益に対する脅威と見なされ、1785年に彼を捕らえるために軍隊が派遣された。この部隊はマンスールを捕えることができなかったため、代わりに彼の故郷の村を焼き払ったが、帰路をマンスールの支持者たちによって待ち伏せされ、全滅した。これにより最初のチェチェン-ロシア戦争が始まった。戦争は数年続き、マンスールは主にゲリラ戦術を採用し、ロシア人はチェチェンの村でさらに懲罰的な襲撃を行った。マンスールは1791年に捕えられ1794年に亡くなった 。

### コーカサス戦争とクリミア戦争（1817〜64年）
1812年にロシアロシアがフランスのナポレオン軍を敗北させた後、アレクサンドル1世は再び北コーカサスに注意を向け、アレクセイ・ペトロヴィッチ・エルモーロフ将軍をこの地域の征服に割り当てた。
1817年、エルモーロフの指揮下にあるロシア軍がコーカサスの征服に乗り出した。経済封鎖、連座、強制移住を含むエルモーロフの残忍な戦術は当初は成功したが、チェチェンの社会と文化に対するロシアの影響を終わらせ、チェチェンに永続的な敵意を持たれたため、逆効果であるとみなされている。エルモーロフは1827年まで指揮を執った。

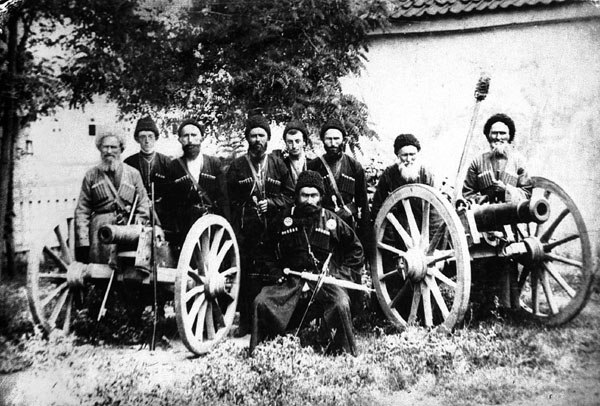
チェチェンの砲兵

紛争のターニングポイントは、ムリード運動が出現した1828年とされている。 この運動はアヴァール人のシャミールが主導した。 1834年に彼はイスラム教の下で北東コーカサス諸国を統一し、ロシアに対する「ジハード」を宣言した。1845年、シャミルの軍隊はダーゴで数千人のロシア兵と数人の将軍を包囲し、彼らを撤退させた。
1853年から1856年のクリミア戦争中、チェチェン人はオスマン帝国を支持した。しかし、内部の部族紛争はシャミルを弱体化させ、彼は1859年に捕らえられた。戦争は、ロシアがチェチェンと他のコーカサスの民族集団の自治を約束した1862年に正式に終結した。 しかしながら、チェチェンとダゲスタン北部を含む周辺地域は、テレク州としてロシア帝国に編入された。一部のチェチェン人は、シャミルの降伏を裏切りと見なしているため、この紛争でダゲスタンとチェチェンの間に摩擦が生じ、ダゲスタンはチェチェンからはロシアの協力者として頻繁に非難されている。

## ロシア内戦とソビエト時代
ロシア革命後、北カフカースには北カフカース山岳共和国が成立し、1921年にソビエト軍に制圧されるまで存続していた。ヨシフ・スターリンは、1921年にコーカサスの指導者と個人的に交渉を行い、ソビエト国家内での幅広い自治を約束した。山岳自治ソビエト社会主義共和国はその年に創設されたが、1924年までしか続かず6つの共和国が創設される形で廃止された。チェチェン・イングーシ自治ソビエト社会主義共和国は1934年に設立された。チェチェン人とソビエト政府の間の対立は、1920年代後半の集団化の間に起こった。地元の指導者が逮捕または殺害された後、1930年代半ばまでに落ち着いた。チェチェン蜂起（1932年）は1932年初頭に勃発し、3月に鎮圧された。

### チェチェン人への民族浄化

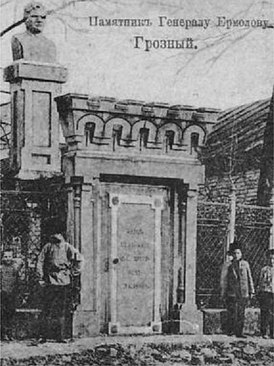
グロズヌイのアレクセイ・エルモーロフの像とチェチェン人に関する彼の引用の1つである「太陽の下でこれほど卑劣で陰湿な人々はいない」が書かれた碑文。チェチェン人が故郷から民族浄化されてから4年後の1949年にこの像は復活し、1989年まで立っていた。現代に至るまでエルモーロフは大量虐殺で告発されてきた。

ナチスドイツは1941年6月にソビエト連邦に侵攻した。ソビエトの歴史学は、チェチェン人がドイツ国防軍に一斉に加わったとして非難しているが、これは他の学術的事例では受け入れられていない。現代ロシアの歴史学自体も、これらの告発にはほとんど証拠がないことを認めている。
1943年1月までにドイツの撤退が始まり、ソビエト政府は北コーカサスから遠く離れたチェチェン人とイングーシ人の強制送還について検討し始めたが、これはチェチェン人とイングーシ人がソビエトの他の民族と同じように赤軍に仕えたという事実にもかかわらずだった。 1944年2月、ラヴレンチー・ベリヤの直接の指揮下で、50万人近くのチェチェン人とイングーシ人が彼らの故郷から連れ去られ、中央アジアに強制的に定住させられた。彼らはカザフスタンとキルギスの強制労働キャンプに入れられた。 死傷者の推定値は、17万人から最大20万人の範囲であり、40万人が死亡したことを示す証拠もある。
虐殺は珍しいことではなかったが、犠牲者は主に低体温症（凍結死）と飢餓のために亡くなった。強制送還中の虐殺で最も注目に値するのは、推定700人のチェチェンの子供、高齢者、女性が納屋に閉じ込められ、輸送上の問題のために生きたまま火刑に処されたカイバク虐殺だった。
虐殺の責任者であるミハイル・グヴィシアーニは、ラヴレンチー・ベリヤから賞賛され、メダルを約束された。2004年の欧州議会決議は、国外追放はジェノサイドであったと述べている  。

### 民族紛争（1958–65）
1957年、チェチェン人は故郷に戻ることが許可され、チェチェン・イングーシ自治ソビエト社会主義共和国が再建された。
1958年にはロシア人の船員とイングーシ人の若者が少女をめぐって争い、ロシア人が致命傷を負ったことがきっかけで暴動が始まった。スラブ系の暴徒がチェチェン人とイングーシ人を攻撃し、地域全体で4日間彼らの財産を略奪したため、事件は急速に大規模な民族暴動に発展した。
民族紛争は1960年代まで続き、1965年には約16件の衝突が報告され、185人が重傷を負い、そのうち19人が死亡した。 1960年後半までに、この地域は落ち着き、1990年にソビエト連邦が崩壊しチェチェン戦争が勃発するまで、チェチェンとロシアの間の民族的緊張は最低限に留まっていた。

## ソ連崩壊後の時代

### チェチェン戦争

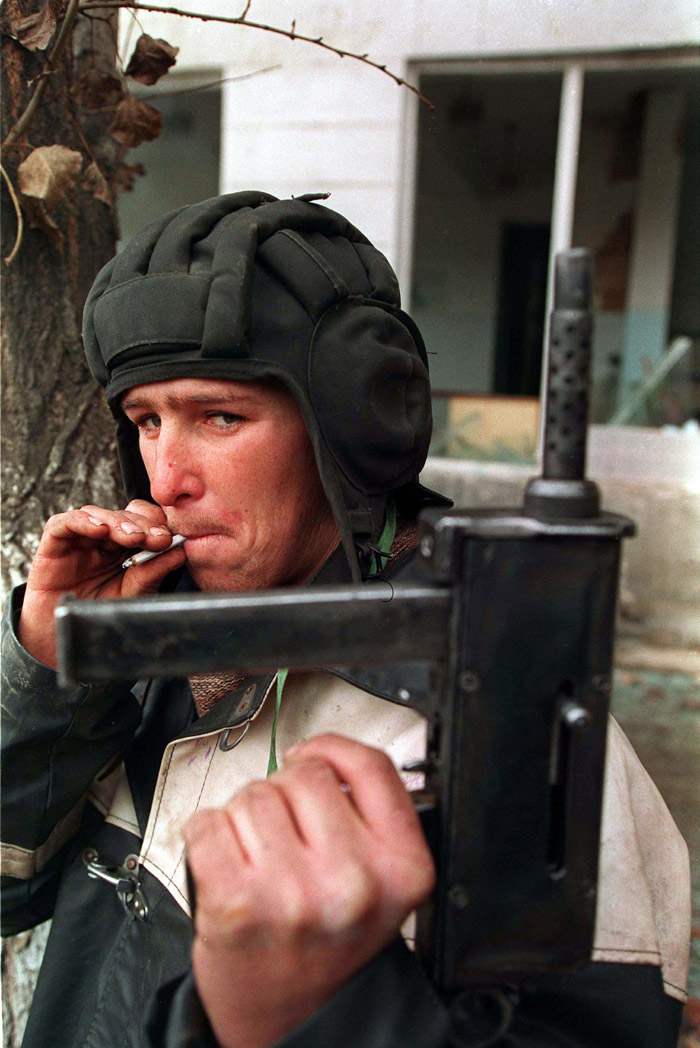
ボルツ短機関銃を持ったチェチェンの戦闘員、1995年

1991年、チェチェンはチェチェンイチケリア共和国として独立を宣言した。いくつかの情報源によると、1991年から1994年にかけて、チェチェン人以外の民族に対する暴力と差別により数万人の人々（主にロシア人、ウクライナ人、アルメニア人）が共和国を去った 。   1994年にロシア軍がグロズヌイに侵攻したが、2年間の激しい戦闘の後、ロシア軍は最終的にハサヴユルト協定の下でチェチェンから撤退した。チェチェンは、1999年に第二次紛争が勃発するまで、事実上の独立を維持した。
1999年、ロシア政府軍は、チェチェンを拠点とするイスラム軍によるダゲスタンへの侵略に対応して、チェチェンで反テロ作戦を開始した。2000年初頭までに、ロシアはグロズヌイ市をほぼ完全に破壊し、4月下旬までにチェチェンを直接支配下に置くことに成功した。

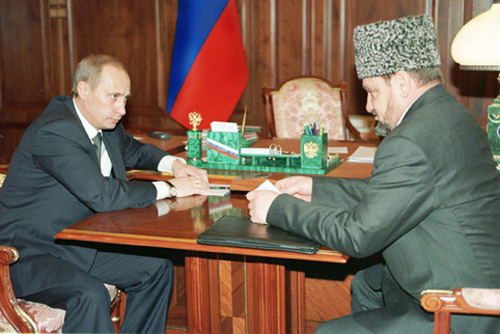
アフマド・カディロフ（右）は、以前は分離主義者のムフティだったが、2000年に転向した

### チェチェンの反乱
2000年5月の第二次チェチェン戦争の終結以来、チェチェン, イングーシ と ダゲスタンにおいて低強度の反乱が継続している。ロシアの治安部隊は指導者の一部を排除することに成功した シャミル・バサエフは2006年10月に殺害された。
バサエフの死後, ドク・ウマロフは2013年に毒殺されるまで北コーカサスの反乱軍の指揮を執った。
チェチェンおよび他の北コーカサス共和国のイスラム過激派は、ロシア全土での多数のテロ攻撃を行い、1999年のロシアのアパート爆破事件、2002年のモスクワ劇場人質事件、2004年のベスラン学校占拠事件、 2010年のモスクワメトロ爆破事件 、2011年のドモジェドヴォ国際空港爆破事件で非難されている。
現在、チェチェンはロシアに任命された指導者、ラムザン・カディロフの支配下にある。
石油が豊富な地域はカディロフの下で比較的安定しているが、彼は報道の自由を抑圧し、他の政治的および人権を侵害しているとして批評家や市民から非難されてきた。
この継続的なロシアによる支配のために、チェチェン分離主義者グループによるゲリラ攻撃が発生している。イスラム国やアルカイダと連携したジハード主義グループもこの地域に存在した。
ロシア政府とチェチェン過激派の間の紛争は公式には2017年に終了したが、その後も過激派の攻撃が続いた   。

## ロシア国外
チェチェン人とロシア人の間の紛争は、ロシア国境の外でも見られる。シリア内戦では崩壊したチェチェン・イチケリア共和国に忠誠を誓い続けるチェチェン人戦闘員と過激なチェチェン・イスラミストも、アサド政権を打倒し、よりチェチェンに同情的な政府に取って代わることを望んで、シリアでロシア軍とその同盟者であるバッシャール・アル＝アサドと戦った 。
2014年、多くの反露チェチェン人が、ウクライナの義勇大隊の一部として、ドンバス戦争でロシアとドンバスのロシア分離主義勢力と戦うことを志願し、シェイク・マンスール大隊とジョハル・ドゥダエフ大隊を結成した。親ウクライナのチェチェン人は、ロシア・ウクライナ戦争をより大きな反ロシア闘争への貢献と見なしている。
カディロフによるチェチェン軍はロシア連邦によるクリミアの併合とその後のドンバス戦争の両方に参加していた。
チェチェンは2022年のロシアのウクライナ侵攻に大きく関与し、チェチェンから親ロシアのカディロフツィがロシア軍を後押しするためにウクライナに配備された。西側の情報筋は、チェチェンのカディロフツィの配備について「ウクライナにおけるチェチェンの兵士の存在そのものをウクライナ人に対する心理的武器として活用している」と述べた。一方でウクライナのチェチェンの義勇大隊がロシア軍との戦いを再開した。
2019年8月23日、第二次チェチェン戦争中にチェチェン・イチケリア共和国の元軍事司令官であったZelimkhan Khangoshviliが、ロシアのGRU工作員とされる人物によってベルリンの公園で暗殺された。チェチェン共和国の指導者ラムザン・カディロフは、カンゴシュビリの暗殺を命じた疑いがある。

## 死傷者
この紛争によるチェチェン人の死傷者の正確な数は、記録がなく、衝突の期間が長いため、確認するのが困難である。ある情報筋によると、1990年代の第一次チェチェン紛争と2000年代の第二次チェチェン紛争だけで少なくとも60,000人のチェチェン人が殺害された。チェチェン暫定議会議長であるタウス・ジャブライロフはこれら2つの戦争では最大150,000または160,000人が殺されたと述べた。

### 引用
1. 1 2  “Chechnya – Narrative”.  University of Southern California. 2016年9月2日時点のオリジナルよりアーカイブ。2013年7月12日閲覧。 “Russian military involvement into the Caucasus started early in the 18th century and in 1785–1791 the first major rebellion in Chechnya against the imperial rule took place.”
2. ↑  “Chronology for Chechens in Russia”.  University of Maryland. 2013年12月20日時点のオリジナルよりアーカイブ。2013年7月12日閲覧。
3. ↑  “The Dormant Stage of the Chechen Insurgency and the Challenges It Poses to the Pro-Russian Chechen Regime”. Template:Cite webの呼び出しエラー：引数 accessdate は必須です。
4. ↑  “Insurgency in the North Caucasus: Lessons of the First Chechen War | Small Wars Journal”. Template:Cite webの呼び出しエラー：引数 accessdate は必須です。
5. ↑  “Ramzan Kadyrov claims the Chechen insurgency is over. Is it?” (2021年2月18日). Template:Cite webの呼び出しエラー：引数 accessdate は必須です。
6. ↑  “Глава ФСБ объявил о ликвидации бандподполья на Северном Кавказе” (ロシア語). vz.ru. (2017年12月19日)
7. ↑  “Россия выиграла еще одну важнейшую битву” (ロシア語). vz.ru. (2017年12月19日)
8. ↑  Mark Youngman (2017年6月27日). “Lessons From The Decline Of The North Caucasus Insurgency”. crestresearch.ac.uk.   Centre For Research and Evidence on Security Threats. 2021年1月12日閲覧。
9. ↑  Schaefer 2010, pp. 49–50.
10. ↑  Schaefer 2010, pp. 51–54.
11. ↑  Адилсултанов, Асрудин (1992). Акки и аккинцы в XVI—XVIII веках.. pp. 77–78. ISBN 5766605404
12. ↑  Tesaev, Z.A. (2020).  (ロシア語)Bulletin of the Academy of Sciences of the Chechen Republic 48 (1):  72–86. doi:10.25744/vestnik.2020.48.1.011. http://anchr.ru/wp-content/uploads/2020/04/vestnik-1-2020.pdf+2020年8月4日閲覧。.
13. ↑  “Религиозная борьба на территории Чечни и Дагестана (Амин Тесаев) / Проза.ру”. proza.ru. 2020年8月4日閲覧。
14. ↑  Адилсултанов, Асрудин (1992). Акки и аккинцы в XVI—XVIII веках.. pp. 84. ISBN 5766605404
15. ↑  “Neue Seite 39”. www.vostlit.info. 2020年8月4日閲覧。
16. ↑  Адилсултанов, Асрудин (1992). Акки и аккинцы в XVI—XVIII веках. pp. 87–90. ISBN 5766605404
17. ↑  Schaefer 2010, pp. 54–55.
18. ↑  Schaefer 2010, pp. 55–57.
19. ↑  Schaefer 2010, pp. 55–58.
20. ↑  Dunlop 1998, pp. 10–13.
21. ↑  Shultz 2006, p. 115.
22. ↑  Daniel, pp. 13–18.
23. ↑  Schaefer 2010, pp. 58–61.
24. 1 2 3  Shultz 2006, p. 116.
25. 1 2  Shultz 2006, p. 117.
26. ↑  Shultz 2006, p. 118.
27. 1 2  Shultz 2006, p. 119.
28. ↑  “Почему в Грозном дважды сносили памятник Ермолову?” (英語). Яндекс Дзен | Платформа для авторов, издателей и брендов. 2020年8月2日閲覧。
29. ↑  Узел. “Историки констатировали попытки властей России героизировать генерала Ермолова”. Кавказский Узел. 2020年8月2日閲覧。
30. ↑  Ėdiev, D. M. (Dalkhat Muradinovich) (2003). Demograficheskie poteri deportirovannykh narodov SSSR. Stavropolʹ: Izd-vo StGAU "Agrus". p. 28. ISBN 5-9596-0020-X. OCLC 54821667
31. ↑  Shultz 2006, pp. 120–121.
32. ↑  Griffin, Roger (2012). Terrorist's creed : fanatical violence and the human need for meaning. Basingstoke: Palgrave Macmillan. p. 40. ISBN 978-1-137-28472-3. OCLC 812506791
33. ↑  Bahcheli, Tozun; Bartmann, Barry; Srebrnik, Henry Felix (2004). De facto states : the quest for sovereignty. London: Routledge. p. 229. ISBN 0-203-48576-9. OCLC 56907941
34. ↑  “After 73 years, the memory of Stalin's deportation of Chechens and Ingush still haunts the survivors” (英語). OC Media. 2020年8月3日閲覧。
35. 1 2  Gammer, M. (2006). The lone wolf and the bear : three centuries of Chechen defiance of Russian rule. London: Hurst & Co. p. 170. ISBN 1-85065-743-2. OCLC 56450364
36. ↑  “Texts adopted - Thursday, 26 February 2004 - EU-Russia relations - P5_TA(2004)0121”. www.europarl.europa.eu. 2020年8月9日閲覧。
37. ↑  “UNPO: Chechnya: European Parliament recognises the genocide of the Chechen People in 1944” (2012年6月4日). 2012年6月4日時点のオリジナルよりアーカイブ。2020年8月9日閲覧。
38. ↑  Узел. “European Parliament recognizes deportation of Chechens and Ingushetians ordered by Stalin as genocide”. Caucasian Knot. 2020年8月9日閲覧。
39. ↑  Shultz 2006, p. 121.
40. 1 2  Seely, R. Russo-Chechen conflict, 1800–2000: A Deadly Embrace.
41. ↑  O.P. Orlov. “Russia–Chechnya: A chain of mistakes and crimes” (ロシア語).  Memorial. 2017年2月9日時点のオリジナルよりアーカイブ。2013年9月27日閲覧。
42. ↑  Kempton & Clark 2001, p. 122.
43. ↑  Smith 2005, p. 134.
44. ↑  King 2008, pp. 234–237.
45. ↑  Ware 2005, pp. 79–87.
46. ↑  Kumar 2006, p. 61.
47. ↑  Kumar 2006, p. 65.
48. 1 2 3  James & Goetze 2001, p. 169.
49. ↑  Parsons, Robert (2006年7月8日). “Basayev's Death Confirmed”. Radio Free Europe/Radio Liberty 2013年7月8日閲覧。
50. ↑  Rogio, Bill (2010年6月25日). “US designates Caucasus Emirate leader Doku Umarov a global terrorist”. Long War Journal 2013年7月10日閲覧. "After Basayev's death in 2006, the Chechen and Caucasus jihadists united under the command of Doku Umarov, one of the last remaining original leaders of the Chechen rebellion and a close associate of al Qaeda."
51. ↑  Williams, Carol J. (2013年4月19日). “A history of terrorism out of Chechnya”. Los Angeles Times 2013年7月13日閲覧。
52. ↑  Feifer, Gregory (2009年9月9日). “Ten Years On, Troubling Questions Linger Over Russian Apartment Bombings”. Radio Free Europe/Radio Liberty 2013年7月13日閲覧。
53. ↑  Krechetnikov, Artem (2012年10月24日). “Moscow theatre siege: Questions remain unanswered”. BBC News 2013年7月13日閲覧。
54. ↑  “Chechen rebel claims Moscow attacks”. Al Jazeera. (2010年3月31日) 2013年7月13日閲覧。
55. ↑  “Chechen warlord Doku Umarov admits Moscow airport bomb”. BBC News. (2011年2月8日) 2013年7月13日閲覧。
56. ↑  “Chechnya profile”. BBC News. (2018年1月17日)
57. ↑  “Page doesn't exist”. Template:Cite webの呼び出しエラー：引数 accessdate は必須です。
58. ↑  “Page doesn't exist”. Template:Cite webの呼び出しエラー：引数 accessdate は必須です。
59. ↑  “Page doesn't exist”. Template:Cite webの呼び出しエラー：引数 accessdate は必須です。
60. ↑  Nechepurenko, Ivan; Specia, Megan (2018年5月19日). “Gunmen Attack Church in Russia's Chechnya Region, Killing 3”. The New York Times
61. ↑  “Refworld | Chechens Are Among Foreigners Fighting to Overthrow Bashar al-Assad”. Template:Cite webの呼び出しエラー：引数 accessdate は必須です。
62. ↑  “Ali ash-Shishani: "Like all Chechens in Syria, I miss Chechnya" | NewСaucasus”. Template:Cite webの呼び出しエラー：引数 accessdate は必須です。
63. 1 2 3  “'We like partisan warfare.' Chechens fighting in Ukraine - on both sides” (英語). the Guardian (2015年7月24日). 2022年3月21日時点のオリジナルよりアーカイブ。2022年3月19日閲覧。
64. ↑  “Chechen leader, a Putin ally, says his forces deployed to Ukraine” (英語). www.aljazeera.com. 2022年3月24日閲覧。
65. ↑  Justin Ling.
66. ↑  Hauer (2022年3月3日). “Chechens Fighting Chechens in Ukraine” (英語). New Lines Magazine. 2022年3月27日閲覧。
67. ↑  “Berlin Chechen shooting: Russian assassination suspected”. BBC News. (2019年8月27日) 2019年9月17日閲覧。
68. ↑  “Inside the special relationship between Putin and the man responsible for a string of assassinations in Europe”. Business Insider. (2020年7月7日)
69. ↑  Crawford & Rossiter 2006, p. 99.
70. ↑  “Russia: Chechen Official Puts War Death Toll At 160,000”. Radio Free Europe/Radio Liberty. (2005年8月16日) 2017年10月4日閲覧。